# زدتی‌اف
زدتی‌اف یا تسهیلات بررسی اجرام گذرای زویکی (انگلیسی: Zwicky Transient Facility) یا (ZTF)، ابزار تلسکوپی بررسی نجومی میدان وسیع آسمان با استفاده از دوربین تازه‌ای است که به تلسکوپ زمینی ساموئل اوشین در رصدخانه پالومار در کالیفرنیا، ایالات متحده متصل شده‌است. زدتی‌اف در سال ۲۰۱۸ راه‌اندازی شد و جایگزین «کارخانه گذرای پالومار» (۲۰۰۹–۲۰۱۷) که از همان کد رصدخانه استفاده می‌کرد، می‌شود. این نام از تام اخترشناس فریتز زویکی برگرفته شده‌است. برگرفته شده‌است.

## توضیح
تسهیلات بررسی اجرام گذرای زویکی با رصد در طول‌موج‌های مرئی و نیز مادون قرمز، برای تشخیص و شناسایی اجرام گذرایی که درخشش آنها به سرعت تغییر می‌کند، طراحی شده‌است. ابرنواخترها، انفجار پرتو گاما، و برخورد بین دو ستاره نوترونی، و اجرام متحرک مانند دنباله‌دارها و سیارک‌ها، نمونه‌هایی از پدیده‌های گذرا هستند. دوربین جدید از ۱۶ افزاره بارجفت‌شده (CCD) با ابعاد ۶۱۴۴×۶۱۶۰ پیکسل تشکیل شده که هر بار نوردهی را قادر می‌سازد تا مساحتی به وسعت ۴۷ درجه مربع را پوشش دهد. تسهیلات زدتی‌اف برای تصویربرداری از کل آسمان شمالی در سه شب و اسکن پهنهٔ کهکشان راه شیری دو بار در هر شب با قدر محدود ۲۰٫۵ (باند r، ۵σ) طراحی شده‌است.

## یافته‌ها
- در ۹ مه ۲۰۱۹، زدتی‌اف نخستین دنباله‌دار خود، C/2019 J2 (Palomar) را که یک دنباله‌دار طولانی مدت کشف کرد.[۱۱]
- با جستجوی آرشیو زدتی‌اف تصاویری از دنباله‌دار بین‌ستاره‌ای ۲آی/بوریسوف را در ۱۳ دسامبر ۲۰۱۸ شناسایی کرد که مشاهدات را به هشت ماه پیش بازگرداند.[۱۲][۱۳]
- در بازبینی از تصاویر زدتی‌اف، متغیر «دوتایی انفجاری، ZTF J1813+4251» یک باینری با دوره زمانی کمتر از ۱ ساعت را شناسایی کرد.[۱۴]
- یک رویداد نابسامانی کشندی بسیار درخشان به نام «AT2022cmc» با انتقال به سرخ ۱٫۱۹۳۲۵، در میان درخشان‌ترین رویدادهای نجومی که تا کنون مشاهده شده.